# Сухі вічнозелені ліси Південно-Східного Індокитаю
Сухі вічнозелені ліси Південно-Східного Індокитаю (ідентифікатор WWF: IM0210) — індомалайський екорегіон тропічних та субтропічних сухих широколистяних лісів, розташований в Індокитаї. 

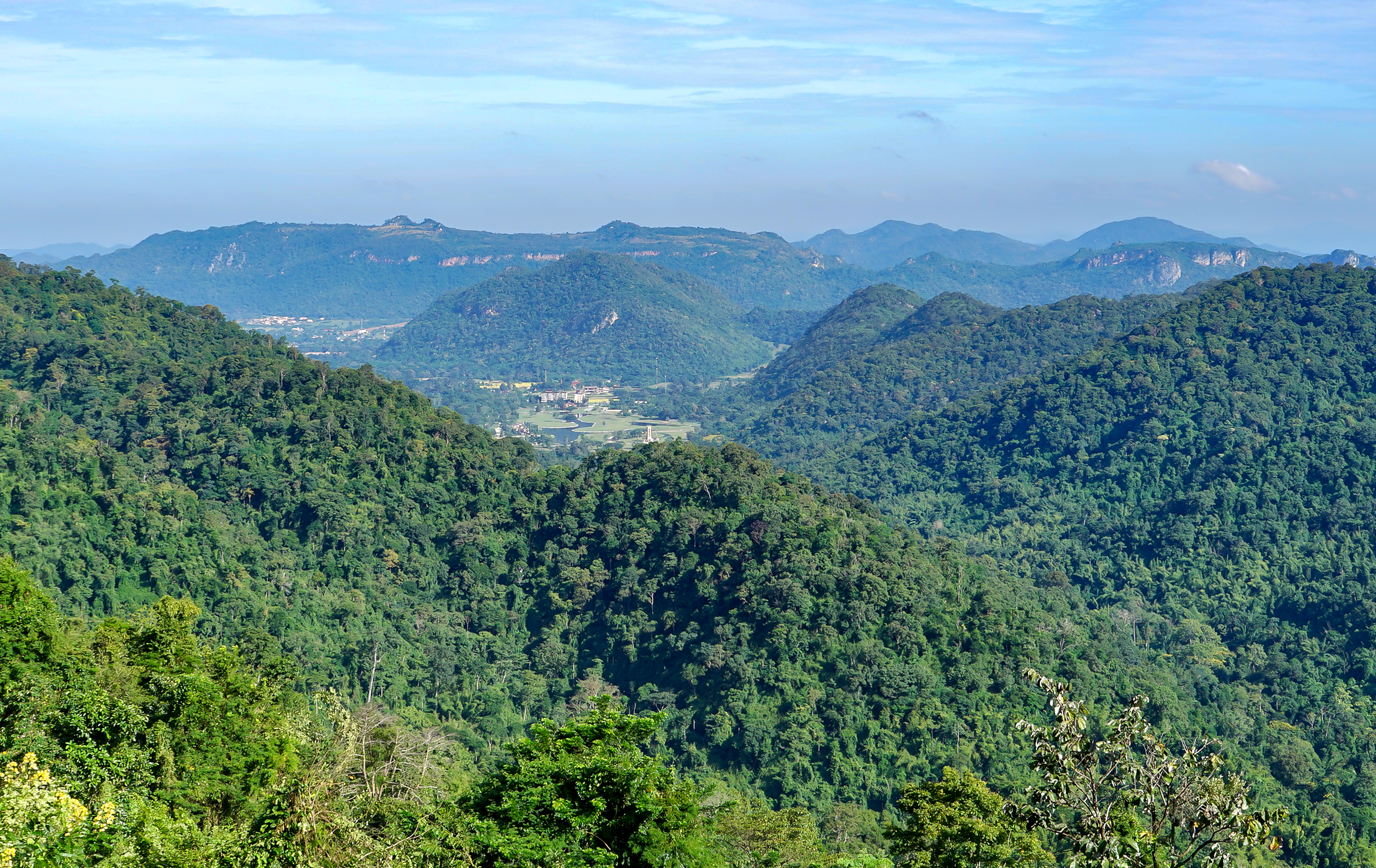
Гори Санкампхенг у Національному парку Кхауяй (Таїланд)

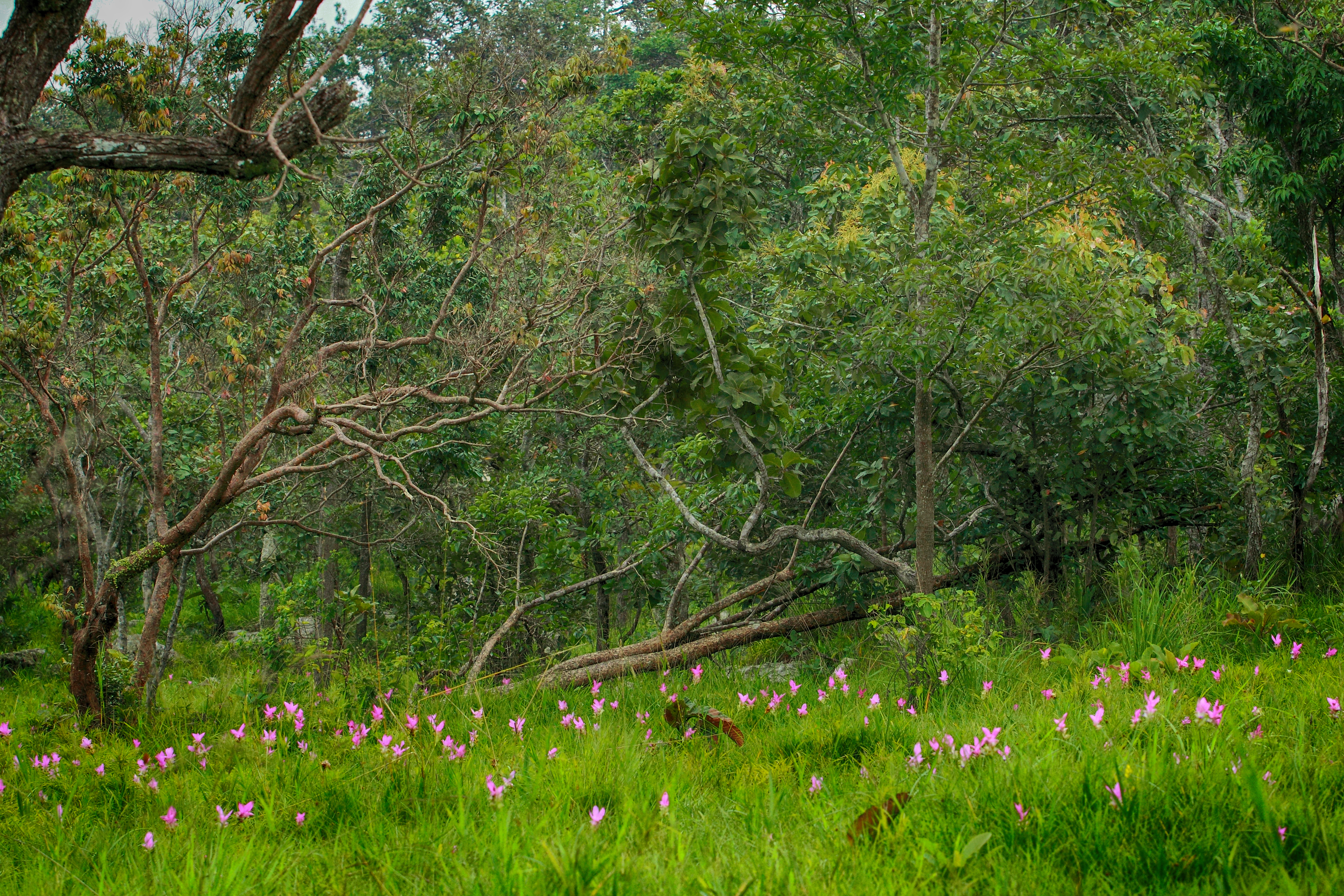
Ліс у Національному парку Національний парк Пахіннгам (Таїланд)

## Географія
Екорегіон сухих вічнозелених лісів Південно-Східного Індокитаю розташований на півострові Індокитай, на території Таїланду, Камбоджі, Лаосу та В'єтнаму. На північному заході він охоплює гори Донгпхаяйєн, Санкампхенг та Дангрек, які простягаються вздовж південного краю Коратського плато, на кордоні Північно-Східного Таїланду з Камбоджою та Лаосом. Далі на південний схід екорегіон охоплює центральні та східні райони Камбоджі, південні райони Лаосу та значні території Південного В'єтнаму, що лежать на захід від Аннамських гір, включно з рівнинами навколо міста Хошимін. 
На заході екорегіон переходить у сухі ліси Центрального Індокитаю, на сході — у дощові ліси півдня Аннамських гір та у рівнинні сухі ліси Південного В'єтнаму, а на південному заході — у прісноводні заболочені ліси басейну Тонлесапу та у торф'яно-болотні ліси басейнів Тонлесапу та Меконгу.

## Клімат
В межах екорегіону домінує саванний клімат (Aw за класифікацією кліматів Кеппена) або мусонний клімат (Am за класифікацією Кеппена). Середньорічна кількість опадів в екорегіоні коливається від 1200 до 2000 мм, більшість з яких випадає в період мусонів. Тривалість сухого сезону становить 3-6 місяців. Загалом клімат регіону є вологішим за клімат екорегіону сухих лісів Центрального Індокитаю.

## Флора
Основними лісовими угрупованнями екорегіону є сухі вічнозелені та напіввічнозелені тропічні ліси, частина дерев в яких скидають листя під час тривалого сухого сезону. В деяких частинах регіону переважає мозаїка листяних, мішаних та напіввічнозелених лісів. Розподіл різних лісових угруповань значною мірою залежить від вологості ґрунту, а материнська порода ґрунту при цьому не має значення. Так, сухі вічнозелені ліси ростуть як на вапнякових, так і на кристалічних скельних субстратах, в районах, де ґрунт має глибокий профіль та високу здатність утримувати вологу. 
Загалом напіввічнозелені ліси являють собою групу дуже різнорідних угруповань, пов'язаних подібними кліматичними та едафічними умовами, які вплинули на їх формування. Вони характеризуються високою та багатоярусною структурою, схожою на структуру рівнинних вічнозелених дощових лісів, але зустрічаються в районах, де опадів випадає менше, а їх режим є більш сезонним. Видове різноманіття флори у напіввічнозелених лісах є нижчим, ніж у вічнозелених дощових лісах, а лісовий намет та підлісок більш відкриті. Незважаючи на те, що флора сухих вічнозелених та напіввічнозелених лісів екорегіону пов'язана з флорою інших індомалайських рівнинних лісів, вони характеризуються унікальною флористичною структурою, багатою на види, ендемічні для Індокитаю. Водночас місцевих ендеміків в лісах регіону зустрічається небагато.
Відкритий лісовий намет напіввічнозелених лісів регіону розташований на висоті 30-40 м над землею. Основу цих лісів складають різні представники родини діптерокарпових (Dipterocarpaceae), зокрема смоляні дерева (Dipterocarpus alatus), ребристі діптерокарпуси (Dipterocarpus costatus), духмяні хопеї (Hopea odorata), дерева гуйхо (Shorea guiso), білі мерантії (Shorea hypochra) та ребристі анісоптери (Anisoptera costata). Також тут ростуть велетенські фікуси (Ficus spp.), голоцвіті тетрамелеси (Tetrameles nudiflora) та яванські еритьєри (Heritiera javanica), які характеризуються великими дошкоподібними коренями.
У широких долинах Південно-Східного Індокитаю напіввічнозелені ліси часто виступають як галерейні ліси, що ростуть уздовж річок та струмків, а на більш сухих ділянках вони переходять у листяні діптерокарпові ліси. У цих галерейних лісах зустрічаються надзвичайно великі дерева, такі як дерева гурджун (Dipterocarpus turbinatus), смоляні дерева (Dipterocarpus alatus) та ребристі діптерокарпуси (Dipterocarpus costatus).
В лісах екорегіону поширені ліани, а також бамбуки, які часто виступають як колонізатори відкритих прогалин, що утворюються внаслідок пожеж або інших порушень. Вздовж водних потоків ростуть пальми, але їх тут зустрічається менше, ніж у вологих тропічних лісах.
Напіввічнозелені ліси, як правило, є більш вразливими до пожеж, порівняно з сухими листяними діптерокарповими лісами Центрального Індокитаю. Вічнозелені дерева регіону погано відновлюються після вогню. Крім того, дерева, що ростуть у сухих вічнозелених лісах, чутливі до посухи, очевидно, через їхню менш розвинену кореневу систему.

## Фауна
В межах регіону зустрічається близько 160 видів ссавців. Серед рідкісних великих ссавців, що живуть в лісах регіону, слід відзначити індійського слона (Elephas maximus indicus), гаура (Bos gaurus), бантенга (Bos javanicus), індокитайського серау (Capricornis sumatraensis maritimus), індійського замбара (Rusa unicolor cambojensis), сіамського броворогого оленя (Rucervus eldii siamensis), димчасту пантеру (Neofelis nebulosa), золотисту котопуму (Catopuma temminckii), гірського куона (Cuon alpinus), гімалайського ведмедя (Ursus thibetanus), малайського ведмедя (Helarctos malayanus), чорноногого дука (Pygathrix nigripes), аннамського лангура (Trachypithecus margarita), лангура Жермена (Trachypithecus germaini), аннамського гібона (Nomascus annamensis), жовтощокого гібона (Nomascus gabriellae) та камбоджійського гібона (Hylobates pileatus). Майже ендемічними представниками екорегіону є червононогі дуки (Pygathrix nemaeus), індокитайські гірські щури (Maxomys moi) та північні гладкохвості тупаї (Dendrogale murina).
В лісах регіону продовжують мешкати одні з останніх популяцій індокитайських тигрів (Panthera tigris corbetti) та індокитайських леопардів (Panthera pardus delacouri) в Південно-Східній Азії. Можливо, ці тварини повністю вимерли в Лаосі, В'єтнамі і Камбоджі. До нещодавнього часу у в'єтнамському Національному парку Каттьєн, розташованому всього за 100 км на північний схід від Хошиміна, мешкала остання популяція в'єтнамських носорогів (Rhinoceros sondaicus annamiticus) в Індокитаї. Вона була відкрита лише у листопаді 1988 року, коли було затримано мисливця з частинами тіл носорогів. Дослідження показало, що популяція носорогів у 1989 році становила лише 10-15 особин. На жаль, останній носоріг регіону був вбитий браконьєрами у квітні 2010 року. Незважаючи на значні зусилля міжнародних природоохоронних фондів, інтенсивне полювання на носорогів задля їх частин тіла, які використовуються в традиційній медицині, зробило їх вимирання майже неминучим.
Орнітофауна екорегіону нараховує понад 455 видів птахів. Серед поширених в екорегіоні птахів слід відзначити сіамського лофура (Lophura diardi), синьокрилого павича (Pavo muticus), зеленоногу куріпку (Tropicoperdix chloropus), білоголову качку (Asarcornis scutulata), дворогого гомрая (Buceros bicornis), малабарського птаха-носорога (Anthracoceros albirostris), смугастодзьобого калао (Rhyticeros undulatus), блакитнобрового бородастика (Psilopogon lagrandieri), чорночубого дятла-куцохвоста (Hemicircus canente), зелену піту (Hydrornis elliotii), синьогузу піту (Hydrornis soror), таїландського бюльбюля (Pycnonotus conradi), а також майже ендемічних в'єтнамських віялохвостів (Polyplectron germaini), гігантських ібісів (Thaumatibis gigantea) та світлооких синчівок (Mixornis kelleyi). Ендеміками екорегіону є в'єтнамські куріпки (Arborophila davidi).

## Збереження
Оцінка 2017 року показала, що 28 210 км², або 23 % екорегіону, є заповідними територіями. Ще близько 23 % екорегіону вкриті лісами, однак перебувають поза межами заповідників. Природоохоронні території включають: Національний парк Сайтхонг, Національний парк Пахіннгам, Національний парк Кхаояй, Національний парк Тапхрая, Національний парк Кхаопхра, Національний парк Пхучонг-Найой, Національний парк Пхатаем та Національний парк Каенгтана в Таїланді, Національний парк Се-Піан та Національний заповідник Пху-Сієнг-Тонг в Лаосі, Національний парк Бузямап, Національний парк Каттьєн, Національний парк Лого-Самат у В'єтнамі та Національний парк Пном-Кулен, Національний парк Вірачі та Природний заповідник Кулен-Промтеп в Камбоджі.
Лісовий комплекс Донгпхаяйєн-Кхаояй, розташований в горах Таїланду, у 2005 році був внесений до списку Світової спадщини ЮНЕСКО.